# Bernard Sibalatani

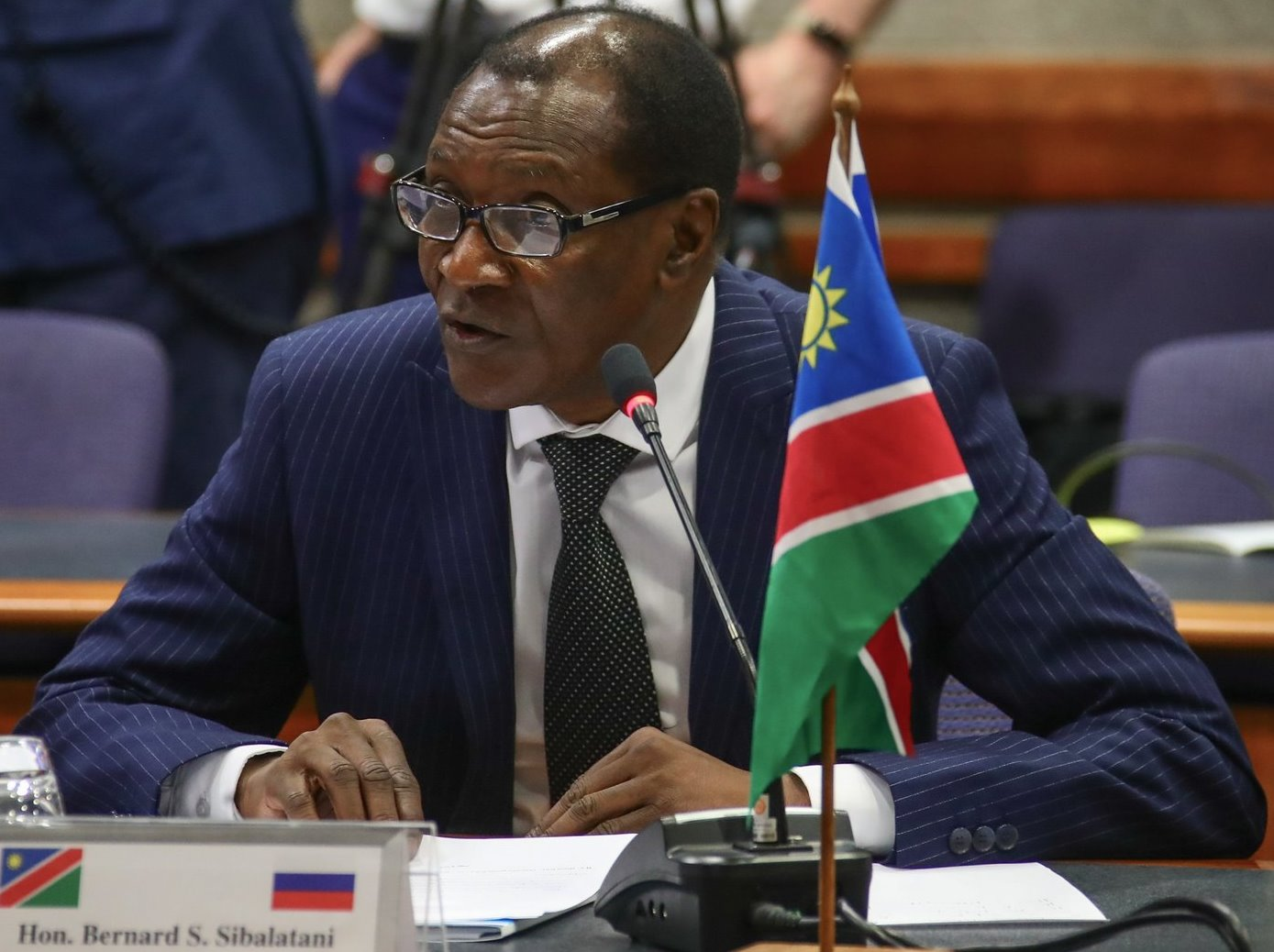
Bernard Sibalatani (2020)

Bernard Songa Sibalatani (* 4. März 1953, Südwestafrika) ist ein namibischer Politiker der SWAPO. Er war von Oktober 2019 bis Dezember 2020 Vorsitzender des Nationalrates, dem Oberhaus Namibias.
Von 2008 bis 2020 saß Sibalatani als Vertreter der Region Sambesi im Nationalrat. Von 2015 bis Dezember 2019 war er Vizevorsitzender dieses. Er war von 1999 bis 2008 Gouverneur der Region Caprivi (seit 2013 Sambesi) und von 1998 bis 2015 Regionalratsvertreter des Wahlkreises Katima Mulilo-Stadt.

## Lebensweg
Sibalatani besuchte die Schulen in Ikaba und Luhonono (bis 2013 Schuckmannsburg) von 1963 bis 1970 und von 1973 bis 1975. Seine berufliche Ausbildung genoss er von 1976 bis 1977 im Kizito College, ehe er 1998 im Institute of Administration and Commerce of South Africa in Südafrika lernte.
1964 war Sibalatani der Caprivi African National Union und trat 1975 der SWAPO bei. Er war politisch aktiv und organisierte Demonstrationen. 1978 nach der Beendigung des Cassinga-Konflikts wurde Sibalatani verhaftet. Nach der Verhaftung setzte er seine politische Tätigkeit fort. Später wurde Sibalatani abermals verhaftet und beschuldigt, zu den Organisatoren der Explosion in einem Regierungsgebäude in Katima Mulilo gehört zu haben. Zuletzt wurde Sibalatani für den Verkauf einer kommunistischen Zeitung inhaftiert.